# Sinophorus canadensis
Sinophorus canadensis är en stekelart som först beskrevs av Henry Lorenz Viereck 1925.  Sinophorus canadensis ingår i släktet Sinophorus och familjen brokparasitsteklar. Inga underarter finns listade i Catalogue of Life.